# Photophone (appareil)
Pour les articles homonymes, voir Photophone.
 (septembre 2023).
La mise en forme du texte ne suit pas les recommandations de Wikipédia : il faut le « wikifier ».
Les points d'amélioration suivants sont les cas les plus fréquents. Le détail des points à revoir est peut-être précisé sur la page de discussion.
- Les titres sont pré-formatés par le logiciel. Ils ne sont ni en capitales, ni en gras.
- Le texte ne doit pas être écrit en capitales (les noms de famille non plus), ni en gras, ni en italique, ni en « petit »…
- Le gras n'est utilisé que pour surligner le titre de l'article dans l'introduction, une seule fois.
- L'italique est rarement utilisé : mots en langue étrangère, titres d'œuvres, noms de bateaux, etc.
- Les citations ne sont pas en italique mais en corps de texte normal. Elles sont entourées par des guillemets français : « et ».
- Les listes à puces sont à éviter, des paragraphes rédigés étant largement préférés. Les tableaux sont à réserver à la présentation de données structurées (résultats, etc.).
- Les appels de note de bas de page (petits chiffres en exposant, introduits par l'outil «  Source ») sont à placer entre la fin de phrase et le point final[comme ça].
- Les liens internes (vers d'autres articles de Wikipédia) sont à choisir avec parcimonie. Créez des liens vers des articles approfondissant le sujet. Les termes génériques sans rapport avec le sujet sont à éviter, ainsi que les répétitions de liens vers un même terme.
- Les liens externes sont à placer uniquement dans une section « Liens externes », à la fin de l'article. Ces liens sont à choisir avec parcimonie suivant les règles définies. Si un lien sert de source à l'article, son insertion dans le texte est à faire par les notes de bas de page.
- La présentation des références doit suivre les conventions bibliographiques. Il est recommandé d'utiliser les modèles {{Ouvrage}}, {{Chapitre}}, {{Article}}, {{Lien web}} et/ou {{Bibliographie}}. Le mode d'édition visuel peut mettre en forme automatiquement les références.
- Insérer une infobox (cadre d'informations à droite) n'est pas obligatoire pour parachever la mise en page.

Pour une aide détaillée, merci de consulter Aide:Wikification.
Si vous pensez que ces points ont été résolus, vous pouvez retirer ce bandeau et améliorer la mise en forme d'un autre article.
Un photophone est un téléphone mobile dont le capteur photographique permet de prendre des photos numériques de  haute résolution, capables de concurrencer celles des appareils photographiques numériques compacts.
Dans cette acception, la majorité des téléphones mobiles commercialisés actuellement, smartphones et téléphones mobiles basiques (excepté les produits d'entrée de gamme) correspondent à cette définition du photophone.

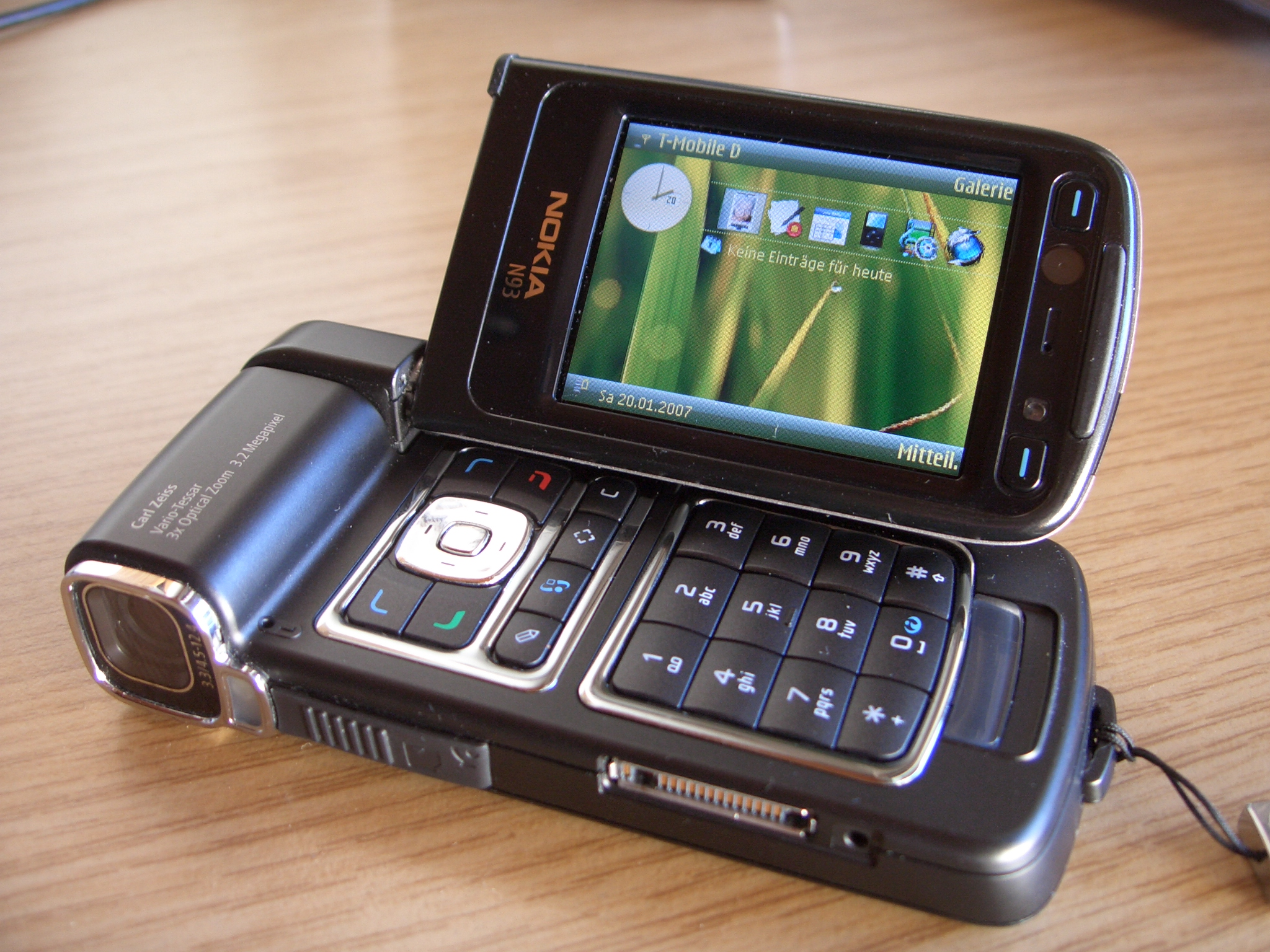
Nokia N93, commercialisé en 2006 équipé d'un capteur de 3,2 mégapixels.

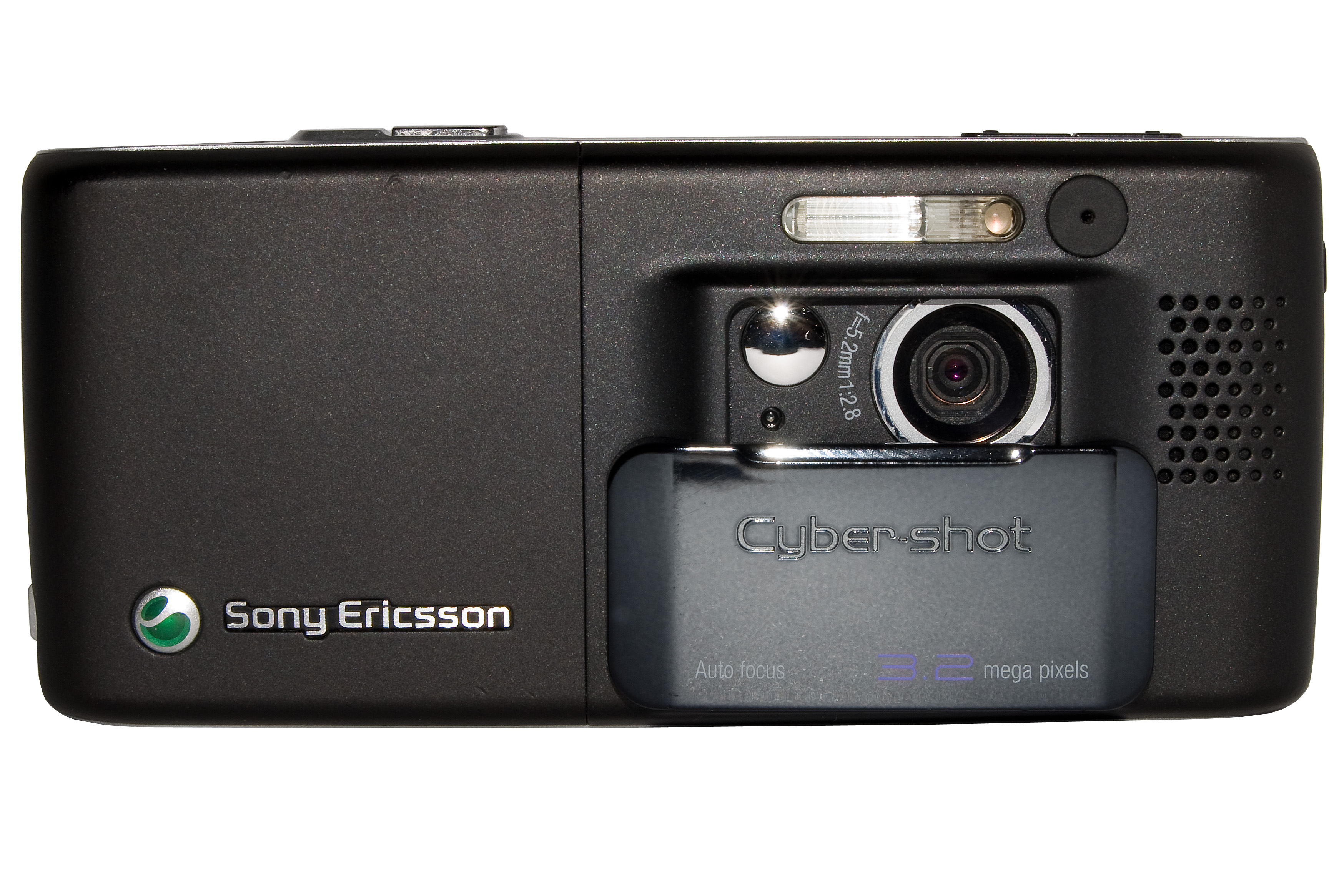
Sony Ericsson K800i, l'un des premiers téléphones portables à être équipé d'un capteur de 3,2 mégapixels.

## Terminologie
Le mot photophone est forgé en 1880  par Graham Bell pour désigner un procédé de téléphonie optique. À l’été 2002, à l'occasion d'un article consacré à la « photomobilité » (mot inventé de toutes pièces pour l'occasion), Pierre-Alain Buino réutilise le mot « photophone » en lui donnant un tout nouveau sens. Son objectif est alors de remplacer le terme de « smartphone », à l’époque encore peu répandu.
En 2016, le terme « photophone » n’est pratiquement pas utilisé. 
Certains ont proposé le mot phonéographie pour désigner la pratique de la photographie avec un photophone. Ce terme de phonéographie est lui aussi très peu utilisé.
En 2019, le mot « photophones » désigne des « téléphones senior » ayant sur leurs bases des touches photos permettant d'appeler un contact rapidement en appuyant sur la touche photo. Le numéro (qui a été pré-enregistré au préalable) se compose automatiquement sans possibilité de faute de frappe. Cela permet un gain de temps ainsi qu'une tranquillité pour les seniors. 